# Vera Konstantinova van Rusland (1854-1912)

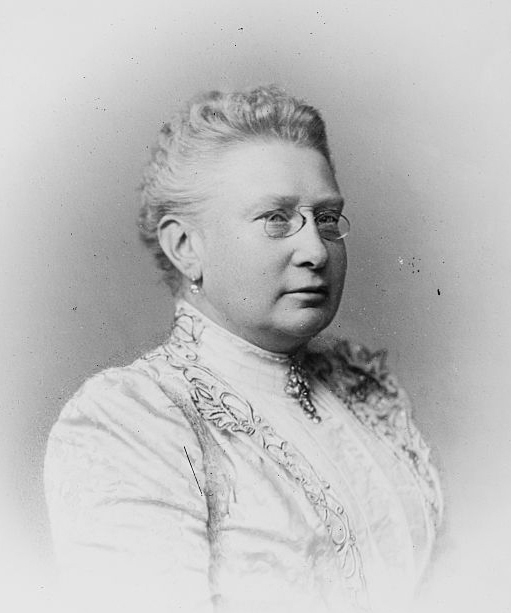
Grootvorstin Vera Konstantinova van Rusland

Vera Konstantinova van Rusland (Russisch: великая княгиня Вера Константиновна) (Sint-Petersburg, 16 februari 1854 - Stuttgart, 11 april 1912), was een dochter van grootvorst Constantijn Nikolajevitsj van Rusland en grootvorstin Alexandra van Saksen-Altenburg. Vera was een kleindochter van tsaar Nikolaj I van Rusland en ze was een nicht van tsaar Alexander III van Rusland.

## Jeugd
Grootvorstin Vera Konstantinova was het derde kind en tweede dochter van grootvorst Constantijn en grootvorstin Alexandra van Rusland. Vera had een oudere broer grootvorst Nikolaj (1850-1918) die huwde met Nadezjda Alexandrovna Dreyer en ze had een oudere zus grootvorstin Olga (1851-1926) en zij huwde met koning George I van Griekenland. Vera was een oudere zus van de grootvorsten Constantijn (1858-1915) die huwde met Elisabeth van Saksen-Altenburg, grootvorst Dimitri (1860-1919) en grootvorst Vjatsjeslav (1862-1879).
Grootvorstin Vera leefde haar eerste jaren in Sint-Petersburg en in 1861 verhuisde haar familie naar Warschau, dit kwam doordat haar vader was benoemd tot onderkoning van het Congres Koninkrijk Polen. Vera was een zeer moeilijk kind, dat vaak geweld gebruikte. De situatie verslechterde zo erg dat haar ouders besloten om haar naar haar tante, grootvorstin Olga Nikolajevna van Rusland, te sturen die de koningin van Württemberg was. Olga stemde ermee in om de opvoeding van Vera te vervolgen. Op 7 december 1863 arriveerde grootvorst Constantijn samen met zijn vrouw Alexandra en hun negenjarige dochter Vera in Stuttgart. Vera werd toevertrouwd aan de kinderloze koning Karel I van Württemberg en koningin Olga. Koningin Olga was zeer blij om de opvoeding van Vera op zich te nemen ondanks haar moeilijke gedrag. 
Koningin Olga en koning Karel waren goede pleegouders, maar in het begin, hadden ze zeer veel moeite om de gezondheid van Vera te bevorderen. Vera had heimwee en bleef een zeer moeilijk kind.

## Huwelijk
Vera werd officieel door Karel en Olga geadopteerd. Er werd een huwelijk gearrangeerd voor Vera met een Württembergse prins: hertog Eugenius van Württemberg. Op deze manier hoefde Vera het land niet te verlaten.
De verloving vond plaats in januari 1874 en het huwelijk werd door beide families goedgekeurd. Grootvorst Constantijn schreef de koning een dankbrief waarin hij schreef hoe blij hij en zijn vrouw, Alexandra, waren met dit nieuws. Koningin Olga schreef: "Mijn probleemkind is nu een blijde bruid, liefde gevend en geliefd. Ik had nooit durven dromen dat zo'n vreugde bestond. Eugenius is nu al een zoon voor de koning."
Vera was negentien en Eugenius was achtentwintig. Het huwelijk werd groots gevierd in Stuttgart op 4 mei 1874 in aanwezigheid van Vera's oom, tsaar Alexander II van Rusland. De tsaar schonk Vera een miljoen roebels als bruidsschat. Het jonge koppel ging wonen in een groot huis dat het 'Akademie' heette in Stuttgart. Het jaar daarop beviel Vera van een zoon: Karel Eugenius die slechts zeven maanden oud werd. In 1876 werden Eugenius en Vera de ouders van tweelingdochters: Elsa en Olga.

## Leven als weduwe
De man van Vera, Eugenius, stierf plotseling op 27 januari 1877. Het huwelijk duurde nog geen drie jaar. Na de dood van Eugenius hertrouwde Vera niet meer. Vera bleef na de dood van haar man in Württemberg wonen en ze besloot om niet terug te keren naar haar geboorteland, Rusland. En in Württemberg had Vera de bescherming van de koning. Vera maakte  wel vele reizen naar haar familieleden in Rusland en ze bezocht ook vaak haar enige zuster, Olga, die koningin van Griekenland was. 

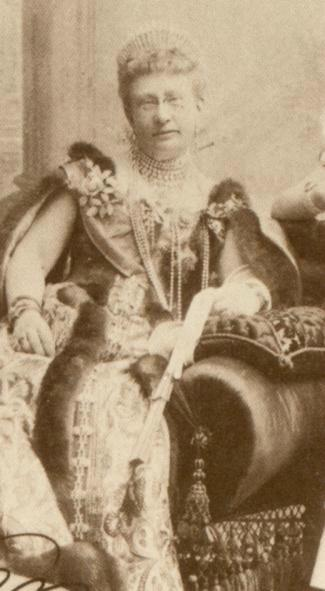
Vera op latere leeftijd

Koning Karel stierf plotseling in 1891 en Vera erfde een aardig fortuin. En toen koningin Olga een jaar later in 1892 stierf erfde ze Villa Berg in Stuttgart, waar ze een goed leven leidde. Vera schreef poëzie en er waren vele ontmoetingen in haar huis op het gebied van cultuur en ontving ze vele familieleden.

## Laatste jaren
Vera bezocht Rusland vaak en was ook aanwezig met haar dochters tijdens de kroning van tsaar Nicolaas II van Rusland in mei 1896. De oudste dochter, Elsa, verloofde zich in januari 1895 met prins Alfred van Edinburgh, een kleinzoon van koningin Victoria van het Verenigd Koninkrijk, maar hij raakte betrokken bij een schandaal. De verloving werd snel verbroken en ze werd uitgehuwelijkt aan een ver familielid van haar, prins Albert van Schaumburg-Lippe, de broer van koningin Charlotte van Württemberg de vrouw van koning Willem II van Württemberg. Een jaar later trad Olga in het huwelijk met prins Maximiliaan van Schaumburg-Lippe, een jongere broer van prins Albert, de man van Olga's zus Elsa. De toekomst van Olga was gelijk aan die van haar moeder. Ook zij kreeg drie kinderen en binnen een paar jaar huwelijk verloor ook zij een kind en overleed haar man. Olga werd ook weduwe op jonge leeftijd en ook zij hertrouwde niet meer.
Uiteindelijk kreeg grootvorstin Vera een beroerte in oktober 1911. Ze stierf op 58-jarige leeftijd.

## Kinderen
Vera en Eugenius kregen de volgende kinderen:
- Karel-Eugenius (8 april 1875 - 11 november 1875).
- Elsa (1 maart 1876 - 27 mei 1936), huwde prins Albert van Schaumburg-Lippe.
- Olga (1 maart 1876 - 21 oktober 1932), huwde prins Maximiliaan van Schaumburg-Lippe.